# Porgy and Bess (Miles Davis-album)
Porgy and Bess er et studiealbum af jazzmusikeren Miles Davis, udgivet i marts 1959 på Columbia Records. Albummet indeholder arrangementer af Davis og dennes samarbejdspartner Gil Evans og er baseret på George Gershwins opera fra 1935 af samme navn. Albummet blev indspillet under fire sessioner den 22. juli, 29. juli, 4. august og 18. august 1958 i Columbias 30th Street Studio i New York City. Det var anden gang Davis og Evans arbejdede sammen om et album.
Porgy and Bess har høstet megen kritikerros siden sin udgivelse og anses af nogle musikkritikere som det bedste album i samarbejdet mellem Davis og Gil Evans. Albummet er af flere jazzkritikere betegnet som historisk vigtigt.

## Baggrund
I 1958 var Davis en af flere jazzmusikere, der anså bebop og dens stadig mere komplekse akkordprogression som en begrænsning af kreativiteten. Pianisten George Russell havde forinden i 1953 udgivet sit værk Lydian Chromatic Concept of Tonal Organization, som anviste et alternativ til improvisation baseret på akkorder. Ved at opgive den traditionelle sammenhæng mellem tonearterne dur og mol udviklede Russell en ny formulering ved hjælp af skalaer eller skalaserier til improvisationer. Russells tilgang til improvisation blev i jazzen kendt som modal improvisation. Davis betragtede Russells kompositionsteknikker som et middel til at komme væk fra tidens tætte akkordfyldte kompositioner, som Davis havde betegnet som "tykke". Modal komposition, med sin afhængighed af skalaer og tilstande, repræsenterede det, som Davis kaldte "en tilbagevenden til melodien". I et interview fra 1958 med Nat Hentoff fra The Jazz Review udtalte Davis om den modale tilgang:
 When Gil wrote the arrangement of "I Loves You, Porgy," he only wrote a scale for me. No chords... gives you a lot more freedom and space to hear things... there will be fewer chords but infinite possibilities as to what to do with them. Classical composers have been writing this way for years, but jazz musicians seldom have.

 — Miles Davis
I begyndelsen af 1958 begyndte Miles Davis at bruge denne tilgang i arbejdet med sin sekstet. Davis havde i 1958 indspillet sin første modale komposition "Milestones", der var udgivet på albummet af samme navn fra 1958. "Milestones" er baseret på to temaer og i stedet for at spille solo på den ligefremme, konventionelle, melodiske måde, indeholdt Davis' nye improvisationsstil hurtige tema- og skalaændringer spillet mod sparsomme akkordskift. Davis' andet samarbejde med Gil Evans om Porgy and Bess gav ham mere plads til at eksperimentere med Russells koncept og med third stream-komposition, da Evans' kompositioner til Davis indeholdt denne modale tilgang.
Mod slutningen af 1950'erne opstod en genoplivning af interessen af Gershwins opera Porgy og Bess. Flere jazzmusikere indspillede jazzfortolkninger af sangene, og operaen blev genopført i New York, ligesom Samuel Goldwyn planlagde meget omtalt filmatisering med bl.a. Sidney Portier og Dorothy Dandridge i hovedrollerne til udgivelse i juni 1959.
Den musikalske, kommercielle og kritiske succes med albummet Miles Ahead fra 1957 indebar, at Columbia Records overlod yderligere kunstnerisk kontrol til Davis og Evans, og de to besluttede at arbejde med en bearbejdning af operaen til en jazzudgave.
Porgy and Bess blev ved udgivelsen godt modtaget af kritikerne. Som et af Davis' bedst sælgende albums har Porgy and Bess opnået anerkendelse som et skelsættende album inden for orkesterjazz. Davis-biografen Jack Chambers beskrev albummet som "et nyt soundtrack med sin egen integritet, orden og handling".
Ved genudgivelsen af albummet i 1997 modtog det endnu mere rosende ord. All About Jazz roste Porgy og Bess og beskrev det som "et af mange fantastiske album, som Miles Davis indspillede i løbet af sin levetid. Det når et højere plateau end de fleste, men på en måde, der når lytteren på både en musikalsk og følelsesmæssigt måde. At albummet stadig er i stand til dette efter næsten femogfyrre år, er et vidnesbyrd om den sjældne magi, der fandt sted i et studie i New York over fire dage i sommeren 1958.
I august 1997 kaldte magasinet JazzTimes Porgy og Bess for "muligvis det bedste af samarbejderne Miles' og Gil Evans' samarbejder... Evans betragtes med rette som mester i moderne orkestrering, og Porgy and Bess viser ham, når han er bedst." Albummet er medtaget på Elvis Costellos "500 Albums You Need" (Vanity Fair, udgave nr. 483) 11/00) og er rangeret som nr. 785 på Virgins "All-Time Top 1000 Album" liste.

## Skæringer
Alle kompositioner er skrevet af George Gershwin, medmindre andet er angivet. Ira Gershwin og DuBose Heyward skrev tekst til operaen Porgy and Bess, men Davis' og Evans arrangementer indeholder ikke sang.

### Side 1
| Spor | Indspillet | Sang                          | Komponist       | Længde |
| ---- | ---------- | ----------------------------- | --------------- | ------ |
| 1.   | 4/8/58     | "Buzzard Song"                | George Gershwin | 4:07   |
| 2.   | 29/7/58    | "Bess, You Is My Woman Now"   | George Gershwin | 5:10   |
| 3.   | 22/7/58    | "Gone"                        | Gil Evans       | 3:37   |
| 4.   | 22/7/58    | "Gone, Gone, Gone"            | George Gershwin | 2:03   |
| 5.   | 4/8/58     | "Summertime"                  | George Gershwin | 3:17   |
| 6.   | 4/8/58     | "Oh Bess, Oh Where's My Bess" | George Gershwin | 4:18   |

### Side 2
| Spor | Indspillet | Sang                                                | Komponist       | Længde |
| ---- | ---------- | --------------------------------------------------- | --------------- | ------ |
| 1.   | 4/8/58     | "Prayer (Oh Doctor Jesus)"                          | George Gershwin | 4:39   |
| 2.   | 29/7/58    | "Fisherman, Strawberry and Devil Crab"              | George Gershwin | 4:06   |
| 3.   | 22/7/58    | "My Man's Gone Now"                                 | George Gershwin | 6:14   |
| 4.   | 29/7/58    | "It Ain't Necessarily So"                           | George Gershwin | 4:23   |
| 5.   | 29/7/58    | "Here Come de Honey Man"                            | George Gershwin | 1:18   |
| 6.   | 18/8/58    | " I Wants to Stay Here (a.k.a. I Loves You, Porgy)" | George Gershwin | 3:39   |
| 7.   | 4/8/58     | "There's a Boat That's Leaving Soon for New York"   | George Gershwin | 3:23   |

### Bonusnumre
Bonustracks på genudgivelsen af CD fra 1997.
| Spore | Optaget | Sang                                          | Forfatter       | Tid  |
| ----- | ------- | --------------------------------------------- | --------------- | ---- |
| 1.    | 18/8/58 | "I Loves You, Porgy" (take 1, second version) | George Gershwin | 4:14 |
| 2.    | 22/7/58 | "Gone" (take 4)                               | Gil Evans       | 3:40 |

## Medvirkende

### Musikere
- Miles Davis – trompet, flygelhorn
- Ernie Royal, Bernie Glow, Johnny Coles og Louis Mucci – trompet
- Dick Hixon, Frank Rehak, Jimmy Cleveland og Joe Bennett – trombone
- Willie Ruff, Julius Watkins og Gunther Schuller – horn
- Bill Barber – tuba
- Phil Bodner, Jerome Richardson og Romeo Penque – fløjte, altfløjte, klarinet
- Cannonball Adderley – altsaxofon
- Danny Bank – altfløjte, basfløjte, basklarinet
- Paul Chambers – bas
- Philly Joe Jones – trommer (undtagen spor 2, 8, 10 og 11)
- Jimmy Cobb – trommer (spor 2, 8, 10 og 11)
- Gil Evans – arrangør, dirigent

### Produktion
- Cal Lampley – produktion
- Frank Laico – indspilningsteknik
- Roy DeCarava – forsidefotografering

## Eksterne links
- Porgy and Bess på Allmusic
- Porgy and Bess på Discogs
- Porgy and Bess på MusicBrainz
- "The Golden Anniversary of Miles Davis's Porgy & Bess " af Alan Kurtz et al., Jazz.com